# Her Sacrifice (film 1912)
Her Sacrifice è un cortometraggio muto del 1912 diretto da Bert Haldane. Non si conoscono dati precisi del cortometraggio, andato distrutto per recuperare il nitrato d'argento della pellicola.

## Produzione
Il film fu prodotto dalla Hepworth.

## Distribuzione
Fu distribuito dalla Hepworth.